# Championnat de Tunisie masculin de volley-ball 1956-1957
Navigation
Saison précédente Saison suivante
Le championnat de Tunisie masculin de volley-ball 1956-1957 oppose les dix meilleures équipes tunisiennes de volley-ball. Il est disputé par 26 clubs dont huit nouveaux (ou qui ont réactivé leurs sections) qui vont constituer la troisième division, alors que plusieurs autres ont disparu, dont les trois champions des divisions d'excellence (Herzellia Sports), d'honneur (Union sportive de la marine de Ferryville) et de promotion (Club sportif de Hammam Lif qui a dissous sa section), ainsi que le Racing Club de Tunis, la Maccabi, les Diaboliques, etc.
La lutte est très serrée entre le Cercle des nageurs de Tunis et l'Alliance sportive qui terminent à égalité et sont départagés par un match d'appui qui se termine à l'avantage de la dernière. Celle-ci est constituée de Gilbert Zerah, Joer Gallula, Gilbert Cohen, Gérard Boublil, Albert Allouche, Lucien Benmussa, Gilbert Slama, Jean-Paul Benmussa et Paul Berrebi.

## Division nationale
L'Association sportive de l'Ariana qui devait rétrograder est maintenue en division nationale, alors que l'Association sportive française bénéficie de l'accession après le retrait de l'Union sportive de la marine de Ferryville. Neuf clubs seulement terminent le championnat après le forfait de l'Association sportive des sapeurs pompiers. Le classement final est le suivant :
| Rang | Équipe                                    | Points | Matchs | Victoires | Défaites | Forfaits ou pénalités |
| 1    | Alliance sportive                         | 35     | 18     | 17        | 1        | 0                     |
| -    | Cercle des nageurs tunisiens              | 35     | 18     | 17        | 1        | 0                     |
| 3    | Étoile sportive goulettoise               | 29     | 18     | 11        | 7        | 0                     |
| -    | Stade gaulois                             | 29     | 18     | 11        | 7        | 0                     |
| -    | Union sportive goulettoise                | 29     | 18     | 11        | 9        | 0                     |
| 6    | Club sportif des cheminots                | 26     | 18     | 8         | 10       | 0                     |
| 7    | Association sportive française            | 24     | 18     | 6         | 12       | 0                     |
| -    | Association sportive de l'Ariana          | 24     | 18     | 6         | 12       | 0                     |
| 9    | Association sportive populaire            | 18     | 18     | 1         | 16       | 1                     |
| 10   | Association sportive des sapeurs pompiers | FG     | -      | -         | -        | -                     |

## Division 1
Renforcée par des joueurs des Diaboliques (Roger Hassan, Jean-Claude Brami, Marcel Constantini, Alain Taieb et Gérard Scemama) et de l'Herzellia (Gilbert Temime et Roger Sitruck), l'Union sportive tunisienne, entraînée par Jackson Maarek et qui possède déjà un effectif riche de Thomas Berrebi, Gérard Guenni et Armand Cohen, domine sa division et accède en division nationale. Le classement final de cette division est le suivant :
| Rang | Équipe                              | Points | Matchs | Victoires | Défaites | Forfaits ou pénalités |
| 1    | Union sportive tunisienne           | 27     | 14     | 13        | 1        | 0                     |
| 2    | Patrie Football Club bizertin       | 25     | 14     | 11        | 3        | 0                     |
| 3    | Club sportif Le Matériel de Bizerte | 21     | 14     | 7         | 7        | 0                     |
| 4    | Jeunesse olympique de Tunis         | 21     | 14     | 8         | 5        | 1                     |
| 5    | Avenir musulman                     | 20     | 14     | 6         | 8        | 0                     |
| 6    | Stade tunisien                      | 19     | 14     | 5         | 9        | 0                     |
| -    | Tunis Universitaire Club            | 19     | 14     | 5         | 9        | 0                     |
| 8    | Saydia Sports                       | 13     | 14     | 0         | 13       | 1                     |

## Division 2
Le championnat des nouvelles équipes est remporté par l'Espérance sportive de Tunis. Constituée essentiellement de joueurs juniors (Hassine Belkhouja, Hamadi Bahri, Larbi Ben Zakkour et Moncef Haddad aux côtés de Moncef Kchouk, Skander Baccouche et Rached Klibi), elle devance ses adversaires, la Zitouna Sports, le Club athlétique bizertin, le Club africain, le Club tunisien, Al Mansoura Chaâbia de Hammam Lif, Al Hilal et la Jeunesse sportive d'El Omrane.